# Jonas Andersson
Jonas Erik Andersson (Lidingö, 24 febbraio 1981) è un ex hockeista su ghiaccio svedese.

## Palmarès

### Mondiali
- 1 medaglia:
  - 1 bronzo (Germania 2010)